# Zingiber plicatum
Zingiber plicatum là một loài thực vật có hoa trong họ Gừng. Loài này được Jana Leong-Škorničková và Nguyễn Quốc Bình miêu tả khoa học đầu tiên năm 2015.

## Mẫu định danh
Mẫu định danh: J.LeongŠkorničková, Q.B.Nguyễn & O.Šída JLS-2170; thu thập ngày 12 tháng 4 năm 2013 ở cao độ 446 m, tọa độ 21°7′7″B 104°57′5″Đ / 21,11861°B 104,95139°Đ, Vườn quốc gia Xuân Sơn, tỉnh Phú Thọ, Việt Nam. Mẫu holotype lưu giữ tại Vườn Thực vật Singapore (SING), mẫu isotype lưu giữ tại Bảo tàng Tự nhiên Quốc gia Việt Nam ở Hà Nội (VNMN).

## Phân bố
Loài đặc hữu Vườn quốc gia Xuân Sơn, tỉnh Phú Thọ, Việt Nam.

## Mô tả
Với cụm hoa đầu cành, nó thuộc về tổ Dymczewiczia. Cây thảo, cao đến 0,5-0,7 m. Phiến lá hình bầu dục, bầu dục hẹp hay hình trứng hẹp, 20-25 × 8–10 cm; cuống lá dài 3–7 mm; lưỡi bẹ dài 3–5 mm, đầu xẻ ngắn thành 2 thùy.  Lá bắc màu xanh lục, xếp lợp lên nhau. Cụm hoa đầu cành, thẳng hẹp; hoa có đài, ống tràng màu trắng, các thùy tràng, hai nhị lép bên màu hồng nhạt, cánh môi màu hồng nhạt có sọc trắng ở nửa dưới.